# Бовил (Лот и Гарона)
Бовил (фр. Beauville) насеље је и општина у југозападној Француској у региону Аквитанија, у департману Лот и Гарона која припада префектури Ажан.
По подацима из 2011. године у општини је живело 573 становника, а густина насељености је износила 24,73 становника/km². Општина се простире на површини од 23,17 km². Налази се на средњој надморској висини од 240 метара (максималној 231 m, а минималној 84 m).

## Демографија
| 1962. | 1968. | 1975. | 1982. | 1990. | 1999. | 2011. |
| ----- | ----- | ----- | ----- | ----- | ----- | ----- |
| 501   | 579   | 462   | 545   | 548   | 553   | 573   |

График промене броја становника у току последњих година